# Ingénieurs et scientifiques de France
El Ingénieurs et scientifiques de France (IESF), anteriormente conocido como Conseil national des Ingénieurs et Scientifiques de France (CNISF), es una institución sin fines de lucro, apartitaria y no confesional, que tiene como objetivo ser representante en Francia y en el extranjero de los ingenieros y científicos franceses. Reúne a más de 180 asociaciones de antiguos alumnos de escuelas de ingeniería y una treintena de sociedades científicas y de ingeniería. Está presente en toda Francia a través de 25 Uniones Regionales de Ingenieros y Científicos (IESF regional), así como en el extranjero. A través de esto, IESF tiene más de 160.000 miembros directos e indirectos y representa a 800.000 ingenieros y científicos.
Es el miembro nacional de Francia de la Federación Mundial de Organizaciones de Ingeniería y de la Federación Europea de Asociaciones Nacionales de Ingeniería (FEANI).
Está gobernado por Aurélien Guez